# Dominique Schneidre
Pour les articles homonymes, voir Dominique Schneider et Schneider.
Pour les autres membres de la famille, voir Famille Schneider.
Dominique Schneidre, nom de plume de Dominique Schneider, est une écrivaine française, née le 8 juillet 1942.

## Biographie
Elle est la fille de l'industriel Charles Schneider et de l'actrice Lilian Constantini.

## Œuvres
- Atteinte à la mémoire des morts, Paris, Éditions Robert Laffont, 1987, 301 p.  (ISBN 2-221-05249-8)
- Les Chagrins d'éternité, Paris, Éditions Robert Laffont, 1988, 187 p.  (ISBN 2-221-05791-0)
- La Capitane, Paris, Éditions du Seuil, 1990, 282 p.  (ISBN 2-02-011519-0)
- Gratin, Paris, Éditions JC Lattès, 1993, 175 p.  (ISBN 2-7096-1283-6)
- Les Secrets d’Illan illustrés par Cézanne, avec Lucien Chaminade, Paris, Réunion des Musées Nationaux/Éditions Calmann-Lévy, 1995, 26 p.  (ISBN 2-7021-2506-9)
- Les Schneider, Le Creusot : une famille, une entreprise, une ville : 1836-1960, avec Caroline Mathieu et Bernard Clément, Paris, Réunion des Musées Nationaux/Éditions Fayard, Le Creusot, Écomusée, 1995, 366 p.  (ISBN 2-213-59407-4) &  (ISBN 2-7118-3183-3)
- Le Corps principal, Paris, Éditions Albin Michel, 1997, 313 p.  (ISBN 2-226-09387-7)
- Fortune de mère, Paris, Éditions Fayard, 2001, 359 p.  (ISBN 2-213-60893-8) - Prix Anna de Noailles 2002 [2]

- Ce qu'en dit James, Paris, Éditions du Seuil, 2007, 173 p.  (ISBN 978-2-02-089629-0)[1]
- Charles  Schneider, maître de forges, conférence, Bulletin de l'Académie François Bourdon n°11, 2009, 8p
- Avons-nous assez navigué, Paris, Éditions JC Lattès, 2014, 200 p.  (ISBN 978-2-7096-4662-8)
- Trois verres de vodka, Paris, Éditions JC Lattès, 2017, 320 p.  (ISBN 978-2-7096-5934-5)